# Зелёное Поле (Константиновский район)
Зелёное Поле (укр. Зелене Поле) — село на Украине, находится в Константиновском районе Донецкой области.
Население по переписи 2001 года составляет 29 человек. Почтовый индекс — 85180. Телефонный код — 6272.

## История
В 1945 году постановлением Сталинского облисполкома хутор Грюнталь Александропольского сельсовета Дзержинского района переименован в Зелёное Поле.

## Адрес местного совета
85180, Донецкая область, Константиновский район, с. Тарасовка, ул.Московская, 56